# Clubiona giulianetti
Clubiona giulianetti là một loài nhện trong họ Clubionidae.
Loài này thuộc chi Clubiona. Clubiona giulianetti được William Joseph Rainbow miêu tả năm 1898.